# Celestus anelpistus
Celestus anelpistus é uma espécie de lagarto da família Anguidae.
Apenas pode ser encontrada na República Dominicana.
Os seus habitats naturais são: florestas subtropicais ou tropicais húmidas de baixa altitude.
Está ameaçada por perda de habitat.